# Đấu giá

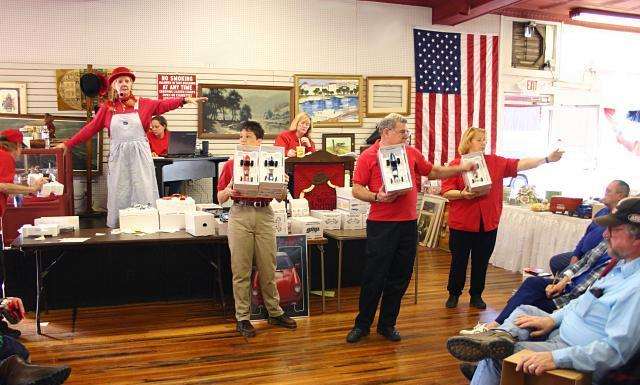
Người phụ trách đấu giá và trợ lý đang tìm kiếm người ra giá

Đấu giá là một quá trình mua và bán bằng cách đưa ra món hàng cần đấu giá, ra giá và sau đó bán món hàng cho người ra giá cao nhất.
Đấu giá tăng dần được cho là hình thức đấu giá phổ biến nhất được sử dụng hiện nay. Người tham gia trả giá công khai với nhau, với mỗi giá đưa ra tiếp theo được yêu cầu cao hơn giá đưa ra trước đó. Nhà đấu giá có thể thông báo giá, các nhà thầu có thể tự gọi giá thầu của họ (hoặc có ủy quyền gọi ra giá thầu thay cho họ) hoặc giá thầu có thể được gửi qua phương tiện điện tử với giá thầu hiện tại cao nhất được hiển thị công khai. Trong một cuộc đấu giá kiểu Hà Lan, nhà đấu giá bắt đầu với giá chào bán cao nhất đối với một số lượng vật phẩm tương tự; giá được hạ xuống cho đến khi người tham gia sẵn sàng chấp nhận giá của người bán đấu giá cho một số lượng hàng hóa trong lô hoặc giá đã hạ đến mức giá thấp nhất có thể chấp nhận của người bán. Trong khi đấu giá có liên quan nhiều nhất trong trí tưởng tượng của công chúng với việc bán đồ cổ, tranh vẽ, đồ sưu tầm quý hiếm và rượu vang đắt tiền, đấu giá cũng được sử dụng cho hàng hóa, gia súc, đồ âm thanh và ô tô đã qua sử dụng. Trong lý thuyết kinh tế, một cuộc đấu giá có thể đề cập đến bất kỳ cơ chế hoặc bộ quy tắc giao dịch nào để trao đổi.

## Khái quát
Về phương diện kinh tế, một cuộc đấu giá là phương pháp xác định giá trị của món hàng chưa biết giá hoặc giá trị thường thay đổi. Trong một số trường hợp, có thể tồn tại một mức giá tối thiểu hay còn gọi là giá sàn; nếu sự ra giá không đạt đến được giá sàn, món hàng sẽ không được bán (nhưng người đưa món hàng ra đấu giá vẫn phải trả phí cho nơi người phụ trách việc bán đấu giá).
Trong ngữ cảnh của cuộc đấu giá, một từ vựng tiếng Anh thường được dùng là bid hay auction, nghĩa là giá đề nghị. Đấu giá có thể áp dụng cho nhiều loại mặt hàng: đồ cổ, bộ sưu tập (tem thư, tiền, xe cổ, tác phẩm nghệ thuật, bất động sản cao cấp, các mặt hàng đã qua sử dụng, sản phẩm thương mại (cá, tôm), giống ngựa đua thuần chủng và các cuộc bán đấu giá cưỡng ép (thanh lý, phát mãi). Có nhiều cách phân loại đấu giá.

## Các hình thức đấu giá

### Theo mặt hàng
- Đấu giá trao đổi: gồm những người mua rất chuyên nghiệp, họ giám sát lẫn nhau để không ai có thể "lừa lọc" được.
- Đấu giá lẻ: dành cho tác phẩm nghệ thuật hay các món hàng riêng rẽ.
- Đấu giá sỉ: dành cho các bộ sưu tập.

### Theo hình thức
- Đấu giá kiểu Anh: đây là hình thức được nhiều người biết đến nhất. Người tham gia trả giá công khai với nhau, giá đưa ra sau bao giờ cũng cao hơn giá đưa ra trước đó. Cuộc đấu giá kết thúc khi không ai đưa ra giá cao hơn hoặc khi đạt tới giá "trần", khi đó người ra giá cao nhất sẽ được mua món hàng đó với giá mình đã trả. Người bán có thể đặt ra giá sàn, nếu người điều khiển không thể nâng giá cao hơn mức sàn thì việc đấu giá có thể thất bại.
- Đấu giá kiểu Hà Lan: trong một sàn đấu giá kiểu Hà Lan truyền thống, người điều khiển ban đầu sẽ hô giá cao, rồi thấp dần cho tới khi có người mua chấp nhận mức giá đó hoặc chạm đến mức giá sàn dự định bán ra. Người mua đó sẽ mua món hàng với mức giá đưa ra cuối cùng. Hình thức này đặc biệt hiệu quả khi cần đấu giá nhanh món hàng nào đó, vì có những cuộc mua bán không cần đến lần trả giá thứ hai, một ví dụ tiêu biểu là việc bán hoa tulip. Kiểu đấu giá này còn được sử dụng để mô tả đấu giá trực tuyến khi một số món hàng đồng nhất được bán đồng thời cho một số người cùng ra giá cao nhất.
- Đấu giá kín theo giá thứ nhất: tất cả mọi người cùng đặt giá đồng thời, không ai biết giá của ai, người ra giá cao nhất là người được mua món hàng.
- Đấu giá kín theo giá thứ hai (đấu giá Vickrey): tương tự như đấu giá kín theo giá thứ nhất, tuy nhiên người thắng chỉ phải mua món hàng với mức giá cao thứ hai chứ không phải giá cao nhất mình đặt ra.
- Đấu giá câm: đây là một biến thể của đấu giá kín, thường dùng trong các cuộc đấu giá từ thiện, liên quan tới việc mua một tập các món hàng giống nhau, người tham gia sẽ đặt giá vào một tờ giấy đặt kế món hàng, họ có thể được biết hoặc không được biết có bao nhiêu người tham gia và giá mà họ đưa ra. Người trả cao nhất sẽ mua món hàng với giá mình đã đặt.
- Đấu giá kiểu thầu (đấu thầu): hình thức này tráo đổi vai trò giữa người bán và người mua. Người mua đưa ra bản yêu cầu báo giá cho một loại hàng nào đó và các nhà cung cấp sẽ đưa ra giá thấp dần với mong muốn giành lấy gói thầu đó. Vào cuối buổi đấu giá, người ra giá thấp nhất sẽ thắng cuộc.
- Đấu giá nhượng quyền: đây là hình thức đấu giá dài vô hạn định, dành cho những sản phẩm có thể được tái bản (bản thu âm, phần mềm, công thức làm thuốc), người đấu giá đặt công khai giá lớn nhất của họ (có thể điều chỉnh hoặc rút lại), người bán có thể xem xét kết thúc cuộc đấu giá bất cứ lúc nào khi chọn được mức giá vừa ý. Những người thắng cuộc là những người đặt giá bằng hoặc cao hơn giá được chọn, và sẽ nhận được phiên bản của sản phẩm.
- Đấu giá ra giá duy nhất: Trong hình thức này, người đấu giá sẽ đưa ra giá không rõ ràng, và được cung cấp một phạm vi giá mà họ có thể đặt. Một mức giá duy nhất có thể cao nhất hoặc thấp nhất từ các mức giá được ra giá sẽ thắng cuộc. Ví dụ, nếu một cuộc đấu giá quy định mức giá cao nhất là 10; năm giá cao nhất là 10, 10, 9, 8, 8 thì 9 sẽ là giá thắng cuộc vì là người ra giá duy nhất đạt giá cao nhất. Hình thức này phổ biến trong các cuộc đấu giá trực tuyến.
- Đấu giá mở: đây là hình thức được sử dụng trong thị trường chứng khoán và trao đổi hàng hoá. Việc mua bán diễn ra trên sàn giao dịch và người giao dịch đưa ra giá bằng lời ngay tức thì. Những giao dịch có thể đồng thời diễn ra ở nơi khác trong sàn mua bán. Hình thức này dần được thay thế bởi hình thức thương mại điện tử.
- Đấu giá giá trần: hình thức đấu giá này có giá bán ra định trước, người tham gia có thể kết thúc cuộc đấu giá bằng cách đơn giản chấp nhận mức giá này. Mức giá này do người bán định ra. Người đấu giá có thể chọn để ra giá hoặc sử dụng luôn mức giá trần. Nếu không có người chọn giá trần thì cuộc đấu giá sẽ kết thúc với người trả mức cao nhất.
- Đấu giá tổ hợp: trong một số trường hợp, sự định giá của người mua là một tập món hàng với số lượng và chủng loại khác nhau (gọi là tổ hợp). Ví dụ, nếu bánh xe đạp và khung xe được bán rời ra trong một cuộc đấu giá, thì đối với người ra giá 1 tổ hợp bao gồm 1 bánh xe hoặc 1 khung xe chẳng có giá trị gì cả, nhưng 2 bánh xe và 1 khung xe thì lại đáng giá đến $200. Nếu bị buộc phải mua từng phần trong những cuộc đấu giá khác nhau, người ra giá có thể gặp trường hợp oái oăm: thắng được một số món được rao bán trước nhưng lại thua khi đấu những món được rao bán sau; mặt khác, thua ngay trong cuộc đấu giá đầu tiên thì chắc chắn anh ta sẽ không có được tổ hợp mong muốn. Tình thế này có để được giải quyết bằng cách bán tất cả các món đồng thời và cho phép người mua đăng ký ra giá cho một tổ hợp các món hàng. Sự ra giá theo tổ hợp như vậy sẽ đề nghị một giá để trả cho tất cả các món trong tổ hợp, nếu thắng thì có được tổ hợp, ngược lại sẽ không phải mua bất cứ món gì trong tổ hợp.

### Quy trình bảy bước
1. Công bố thông tin vật phẩm được đấu giá
2. Thẩm định và công bố giá khởi điểm
3. Thẩm định hồ sơ tham gia đấu giá
4. Bảo lãnh ngân hàng hoặc đặt cọc tiền tham gia đấu giá.
5. Công bố bước giá.
6. Đấu giá và công nhận kết quả người thắng đấu giá
7. Thiết lập hợp đồng kinh tế khi trúng đấu giá.